# Асселин, Луи
Александр-Луи-Гийом Асселин (фр. Louis Asseline; 31 октября 1829, Версаль — 6 апреля 1878, Париж) — французский прозаик, журналист, политик, адвокат и издатель.

## Биография
Сын винодела. Учился в парижском лицее Карла Великого. Изучал право.
С 1851 года — адвокат. В 1858 году присоединился к издательству Hachette, где отвечал за рекламу, а также за отношения этого издательства с прессой.
Антиклерикал. В 1866 году основал посвященное учениям материализма еженедельное издание «La libre pensée», a потом «La pensée nouvelle»; в 1866 году издал этюд «Diderot et le dix-neuvième siècle».
В 1868 году стал одним из главных сотрудников «Encyclopédie générale» (1869—1871). Назначенный после переворота 4 сентября 1870 года мэром XIV парижского округа (Монруж), 20 февраля 1871 года вышел в отставку, но впоследствии стал членом общинного совета. Был также сотрудником журнала «Rappel», писал для провинциальной печати «Correspondance républicaine». Кроме того, ему принадлежит весьма ценный труд «Histoire d’Autriche depuis la mort de Marie-Thérèse» (1877).
Похоронен на кладбище Монпарнас.

## Избранные публикации
- Diderot et le XIXe siècle, Paris, Marpon, 1866.
- Sous les Sapins, Sandoz, 1869.
- Les Nouveaux saints, Marie Alacoque et le Sacré-Cœur, Paris, Sagnier, 1873.
- Sa Majesté le maire, Paris, Librairie du suffrage universel, 1875.
- Histoire d’Autriche, depuis la mort de Marie-Thérèse jusqu'à nos jours, Paris, Germer Baillière, 1877.
- Denis Diderot, Chefs-d'œuvre de Diderot (préface, notices, notes et variantes par Louis Asseline et André Lefèvre), 4 volumes, Paris, Lemerre, 1879—1880.